# Semiothisa latifasciaria
Semiothisa latifasciaria là một loài bướm đêm trong họ Geometridae.